# Ракелу
Ракелу (рум. Rachelu) — село у повіті Тулча в Румунії. Входить до складу комуни Лункавіца.
Село розташоване на відстані 199 км на північний схід від Бухареста, 39 км на захід від Тулчі, 126 км на північ від Констанци, 27 км на південний схід від Галаца.

## Населення
За даними перепису населення 2002 року у селі проживали 994 особи, усі — румуни. Усі жителі села рідною мовою назвали румунську.